# Dree Low
Dree Low (* 17. September 1994 in Stockholm; eigentlich Salah Abdi Abdulle) ist ein schwedischer Rapper aus Husby. 2018 hatte er seine ersten Erfolge in den schwedischen Charts. Ab 2019 folgten mehrere Nummer-1-Alben und Nummer-1-Songs. Sowohl das Album Flawless als auch sein größter Hit Pippi hielten sich jeweils mehr als eineinhalb Jahre in den Hitlisten. Nach einer Verurteilung zu einer einjährigen Haftstrafe Ende 2021 gab er wenig später sein Karriereende bekannt.

## Biografie
Salah Abdulle alias Dree Low hat somalische Wurzeln und ist im Einwandererstadtteil Husby der Hauptstadt Stockholm aufgewachsen. Mit 16 Jahren begann er in einem Jugendzentrum mit Freunden mit dem Rappen und baute sich in den folgenden 7 Jahren seine Karriere auf. Bereits mit seinem Debütalbum No hasta mañana kam er Ende 2018 in die Top 20 der Albumcharts. Sein erster größerer Singlehit war Fram, das Platz 5 erreichte und ihm seine erste Platin-Auszeichnung brachte. Es kündigte das Album No hasta mañana 2 an, das nur ein halbes Jahr nach dem ersten Teil veröffentlicht wurde und ihn weit nach vorne brachte. Es erreichte ebenso Platz 2 wie der gemeinsame Song Min nivå mit Einár, der etwa zur gleichen Zeit seinen Durchbruch hatte. Anfangs provozierte er mit gewaltverherrlichenden Videos und Texten, was ihm Kritik und das Image eines Gangsterrappers einbrachte.
Endgültig an die Spitze brachte Dree Low sein drittes Album Flawless, das insgesamt 8 Wochen auf Platz 1 stand, länger als alle anderen Alben im Jahr 2019. Der Song Pippi, eine Reminiszenz an die populäre Kinderbuchfigur Pippi Langstrumpf, verbrachte gleichzeitig 5 Wochen an der Spitze und hielt sich mehr als 80 Wochen in der Liste. Nur Avicii blieb als schwedischer Musiker mit seinen Songs länger in den heimischen Charts. Pippi brachte es auf vier Platin-Auszeichnungen. Ende 2019 war er Gast auf dem Debütalbum von Yasin, das auch diesem den Durchbruch brachte. Der gemeinsame Song XO verhalf ihm zu einer zweiten Nummer-eins-Platzierung.
2020 war der Stockholmer Rapper mit 25 eigenen Songs und 3 Gastbeiträgen in den Charts, zweimal erreichte er Platz 2. Teil 2 von Flawless war im März sein zweites Nummer-eins-Album. Mit über 227 Millionen Streams bei Spotify war er der erfolgreichste schwedische Musiker des Jahres. Im Jahr darauf schaffte es Priceless als drittes Album an die Spitze.
Im November 2021 wurde Abdulle wegen Raubes in erster Instanz zu einer Freiheitsstrafe von einem Jahr verurteilt, nachdem er sich mit ein paar Freunden in einem Geschäft aus den Regalen bedient und dann ohne zu zahlen gegangen war. Im Januar 2022 verkündete er dann das Ende seiner Musikkarriere und begann damit, seine Musik aus dem Internet zu entfernen.

## Diskografie

### Alben
| Jahr | Titel             | Höchstplatzierung, Gesamtwochen, AuszeichnungChartsChartplatzierungen (Jahr, Titel, Platzierungen, Wochen, Auszeichnungen, Anmerkungen) | Anmerkungen                                           |
| Jahr | Titel             | SE | Anmerkungen                                           |
| ---- | ----------------- | --- | ----------------------------------------------------- |
| 2018 | No hasta mañana   | SE16 (5 Wo.)SE | Erstveröffentlichung: 28. Oktober 2018 EP mit 5 Songs |
| 2019 | No hasta mañana 2 | SE2 (53 Wo.)SE | Erstveröffentlichung: 1. April 2019                   |
| 2019 | Flawless          | SE1 (124 Wo.)SE | Erstveröffentlichung: 1. September 2019               |
| 2020 | Flawless 2        | SE1 (36 Wo.)SE | Erstveröffentlichung: 10. März 2020                   |
| 2020 | Tunnelseende      | SE3 (12 Wo.)SE | Erstveröffentlichung: 3. August 2020 EP mit 6 Songs   |
| 2021 | Priceless         | SE1 (30 Wo.)SE | Erstveröffentlichung: 25. März 2021                   |

### Singles
| Jahr | Titel Album         | Höchstplatzierung, Gesamtwochen, AuszeichnungChartsChartplatzierungen (Jahr, Titel, Album, Platzierungen, Wochen, Auszeichnungen, Anmerkungen) | Anmerkungen                                                  |
| Jahr | Titel Album         | SE | Anmerkungen                                                  |
| ---- | ------------------- | --- | ------------------------------------------------------------ |
| 2018 | Hyenor –            | SE56 (2 Wo.)SE |                                                              |
| 2018 | Tänk noga –         | SE29 Gold · (8 Wo.)SE | feat. Asme                                                   |
| 2018 | No hasta mañana –   | SE92 (1 Wo.)SE |                                                              |
| 2019 | Va –                | SE52 Gold · (2 Wo.)SE |                                                              |
| 2019 | Beef –              | SE40 (3 Wo.)SE | Denz, 1.Cuz & Dree Low                                       |
| 2019 | Fram –              | SE5 Platin · (9 Wo.)SE |                                                              |
| 2019 | Akhi –              | SE32 Gold · (7 Wo.)SE |                                                              |
| 2019 | Kapabel –           | SE34 (3 Wo.)SE | feat. Adel                                                   |
| 2019 | Out of My Face –    | SE70 (2 Wo.)SE | feat. 1.Cuz                                                  |
| 2019 | På oss –            | SE20 (4 Wo.)SE |                                                              |
| 2019 | Santa Lucia –       | SE8 Platin · (13 Wo.)SE | Dree Low & Adel                                              |
| 2019 | Kapabel 2 –         | SE8 Platin · (14 Wo.)SE |                                                              |
| 2019 | Pippi –             | SE1 ×4Vierfachplatin · (107 Wo.)SE |                                                              |
| 2019 | Dag Hammarskjöld –  | SE6 Platin · (29 Wo.)SE | feat. Einár                                                  |
| 2019 | Till mig –          | SE45 Gold · (8 Wo.)SE | feat. 1.Cuz & Aden × Asme                                    |
| 2019 | Fryser –            | SE54 (2 Wo.)SE |                                                              |
| 2019 | Flawless –          | SE55 (1 Wo.)SE |                                                              |
| 2019 | Världsklass –       | SE56 Platin · (4 Wo.)SE | feat. P                                                      |
| 2019 | Äkta mannen –       | SE85 (1 Wo.)SE | feat. Thrife                                                 |
| 2019 | Para knas –         | SE88 (1 Wo.)SE |                                                              |
| 2019 | Aina eller fans? –  | SE93 (1 Wo.)SE |                                                              |
| 2019 | No Cap –            | SE7 Platin · (21 Wo.)SE | Adel & Dree Low                                              |
| 2019 | XO –                | SE1 Platin · (24 Wo.)SE | Yasin & Dree Low                                             |
| 2020 | Mango Lassi –       | SE18 (5 Wo.)SE | Dree Low & Owen                                              |
| 2020 | Ice Cream –         | SE2 Platin · (20 Wo.)SE | Greekazo & Dree Low                                          |
| 2020 | Tipp tapp –         | SE21 (4 Wo.)SE | Stress, Dree Low & 1.Cuz                                     |
| 2020 | Betong –            | SE62 (1 Wo.)SE |                                                              |
| 2020 | Liga –              | SE12 (7 Wo.)SE |                                                              |
| 2020 | Pikachu –           | SE19 (4 Wo.)SE |                                                              |
| 2020 | Dip dip –           | SE2 ×2Doppelplatin · (36 Wo.)SE | feat. Owen                                                   |
| 2020 | Bodega –            | SE27 (3 Wo.)SE | feat. Adel                                                   |
| 2020 | Hasta luego –       | SE37 (2 Wo.)SE | feat. Cherrie                                                |
| 2020 | I Made It –         | SE44 (2 Wo.)SE |                                                              |
| 2020 | Outro –             | SE49 (1 Wo.)SE | Dree Low & P.J                                               |
| 2020 | The Team –          | SE52 (1 Wo.)SE |                                                              |
| 2020 | Solsidan –          | SE57 (1 Wo.)SE | Dree Low & D.rs                                              |
| 2020 | Bugs Bunny –        | SE70 (1 Wo.)SE |                                                              |
| 2020 | Sig sauer –         | SE21 (7 Wo.)SE | Dree Low, Greekazo & Yasin                                   |
| 2020 | No Way –            | SE64 Platin · (2 Wo.)SE | Blizzy & Dree Low                                            |
| 2020 | Hela orten dansar – | SE17 (4 Wo.)SE |                                                              |
| 2020 | Ingen lek –         | SE37 (1 Wo.)SE | Erstveröffentlichung: 12. Juni 2020 Thrife, Einár & Dree Low |
| 2020 | På topp –           | SE58 (1 Wo.)SE | Adel, Dree Low & Asme                                        |
| 2020 | Audi V2 –           | SE25 (6 Wo.)SE |                                                              |
| 2020 | Fattig som rik –    | SE26 (5 Wo.)SE |                                                              |
| 2020 | Yea yea –           | SE70 (2 Wo.)SE |                                                              |
| 2020 | Vila –              | SE85 (2 Wo.)SE |                                                              |
| 2020 | För stora namn –    | SE34 (4 Wo.)SE | Erstveröffentlichung: 25. Oktober 2020 Dree Low & Einár      |
| 2020 | Nina –              | SE62 (1 Wo.)SE |                                                              |
| 2021 | GS –                | SE8 (6 Wo.)SE |                                                              |
| 2021 | Ingen kommentar –   | SE18 (5 Wo.)SE | Dree Low & Z.E                                               |
| 2021 | Mimosa –            | SE5 (15 Wo.)SE |                                                              |
| 2021 | SSM LS –            | SE19 (4 Wo.)SE | Dree Low & Einár                                             |
| 2021 | Freddy K –          | SE33 (2 Wo.)SE | Dree Low & PJ                                                |
| 2021 | Birkin Bag –        | SE39 (2 Wo.)SE | Dree Low & Owen                                              |
| 2021 | Benjamins –         | SE44 (1 Wo.)SE |                                                              |
| 2021 | Plug Talk –         | SE47 (1 Wo.)SE |                                                              |
| 2021 | Don’t Try –         | SE53 (1 Wo.)SE | Dree Low, Einár & Z.E                                        |
| 2021 | Small World –       | SE55 (1 Wo.)SE |                                                              |
| 2021 | General –           | SE60 (1 Wo.)SE | Dree Low & Dani M                                            |
| 2021 | Sin City –          | SE65 (1 Wo.)SE | Dree Low & Ricky Rich                                        |
| 2021 | Tarzan –            | SE76 (1 Wo.)SE |                                                              |
| 2021 | Allt är svart –     | SE92 (1 Wo.)SE |                                                              |
| 2021 | Trollkarlen –       | SE92 (1 Wo.)SE | Z.E & Dree Low                                               |
| 2021 | Skräckfilm –        | SE20 (10 Wo.)SE | Sarettii & Dree Low                                          |
| 2021 | Mike Tyson –        | SE34 (2 Wo.)SE |                                                              |
| 2021 | Sveparen –          | SE26 (3 Wo.)SE |                                                              |
| 2021 | Go Pro –            | SE11 (7 Wo.)SE | feat. O Dawg                                                 |

### Gastbeiträge
| Jahr | Titel Album            | Höchstplatzierung, Gesamtwochen, AuszeichnungChartsChartplatzierungen (Jahr, Titel, Album, Platzierungen, Wochen, Auszeichnungen, Anmerkungen) | Anmerkungen                                                                 |
| Jahr | Titel Album            | SE | Anmerkungen                                                                 |
| ---- | ---------------------- | --- | --------------------------------------------------------------------------- |
| 2018 | Para –                 | SE53 (5 Wo.)SE | Lani Mo feat. Ricky Rich, Thrife, Dree Low, Blizzy & Nathan K               |
| 2018 | Robbery –              | SE94 (1 Wo.)SE | K-27 feat. Dree Low                                                         |
| 2019 | Tony & Elvira –        | SE45 (4 Wo.)SE | Adel feat. Dree Low                                                         |
| 2019 | Min nivå –             | SE2 ×2Doppelplatin · (21 Wo.)SE | Erstveröffentlichung: 5. Juli 2019 Einár × Dree Low                         |
| 2019 | Top Class –            | SE15 Platin · (15 Wo.)SE | P.J × Dree Low                                                              |
| 2019 | Bilen –                | SE56 (1 Wo.)SE | 1.Cuz feat. Dree Low & Yei Gonzalez                                         |
| 2020 | Jag har en fråga –     | SE29 (4 Wo.)SE | Erstveröffentlichung: 20. März 2020 BL feat. Einár × Dree Low × Aden × Asme |
| 2020 | What It Is –           | SE36 (2 Wo.)SE | K-27 feat. Dree Low                                                         |
| 2020 | Ghetto mamacita –      | SE6 (5 Wo.)SE | Einár × Dree Low                                                            |
| 2021 | Mbappé –               | SE55 (1 Wo.)SE | Asme feat. Dree Low                                                         |
| 2021 | Tokken Barn av vår tid | SE1 ×3Dreifachplatin · (19 Wo.)SE | Erstveröffentlichung: 7. Mai 2021 Hov1 feat. Dree Low                       |
| 2021 | Nia mondo –            | SE33 (11 Wo.)SE | Owen feat. Dree Low                                                         |